# Себешел
Себешел (рум. Sebeșel) — село у повіті Алба в Румунії. Входить до складу комуни Сесчорі.
Село розташоване на відстані 255 км на північний захід від Бухареста, 21 км на південь від Алба-Юлії, 98 км на південь від Клуж-Напоки.

## Населення
За даними перепису населення 2002 року у селі проживали 1233 особи. Рідною мовою 1230 осіб (99,8%) назвали румунську.
Національний склад населення села:
| Національність | Кількість осіб | Відсоток |
| -------------- | -------------- | -------- |
| румуни         | 1223           | 99,2%    |
| угорці         | 5              | 0,4%     |
| цигани         | 5              | 0,4%     |

## Відомі особистості
В поселенні народився:
- Сава Хенція (1848—1904) — румунський художник.